# 杨姓
杨姓是中文姓氏之一，在中国「百家姓」中排第16位。根据户籍管理部门的“全国公民身份信息系统”（NCIIS），杨姓是中国第六大姓，也是贵州省第一大姓。根据1977年中国史学家在《东方杂志》发表的一篇有涉「姓」的论文上指出，杨姓是全球华人十大姓之一，在现代是极常见的姓氏。此外，杨姓也是隋朝君主的姓氏（隋文帝杨坚，隋炀帝杨广）。
杨姓大部分起源于古杨国（今山西省洪洞县）。周康王六年（约前1040年）首封唐叔虞次子为杨侯，食采于杨国（今山西省洪洞县，杨县地名即被唐高祖李渊因厌恶隋朝皇帝而改称洪洞县），其后裔以杨为姓。此说之杨姓起源距今已近3060年历史。其后特别是唐叔虞另一重要支脉第十三世孙、晋武公次子杨伯侨之后代子孙立足华阴弘农，开基各地，成为杨氏繁衍发展的主流。
在做自我介绍时，通常会将「杨」称作「木易杨」；但实际上「杨」字的右边并非「易」，而是「昜」（音同阳）。

## 各族杨姓

### 汉族杨姓
杨姓出自姬姓。先后有三：

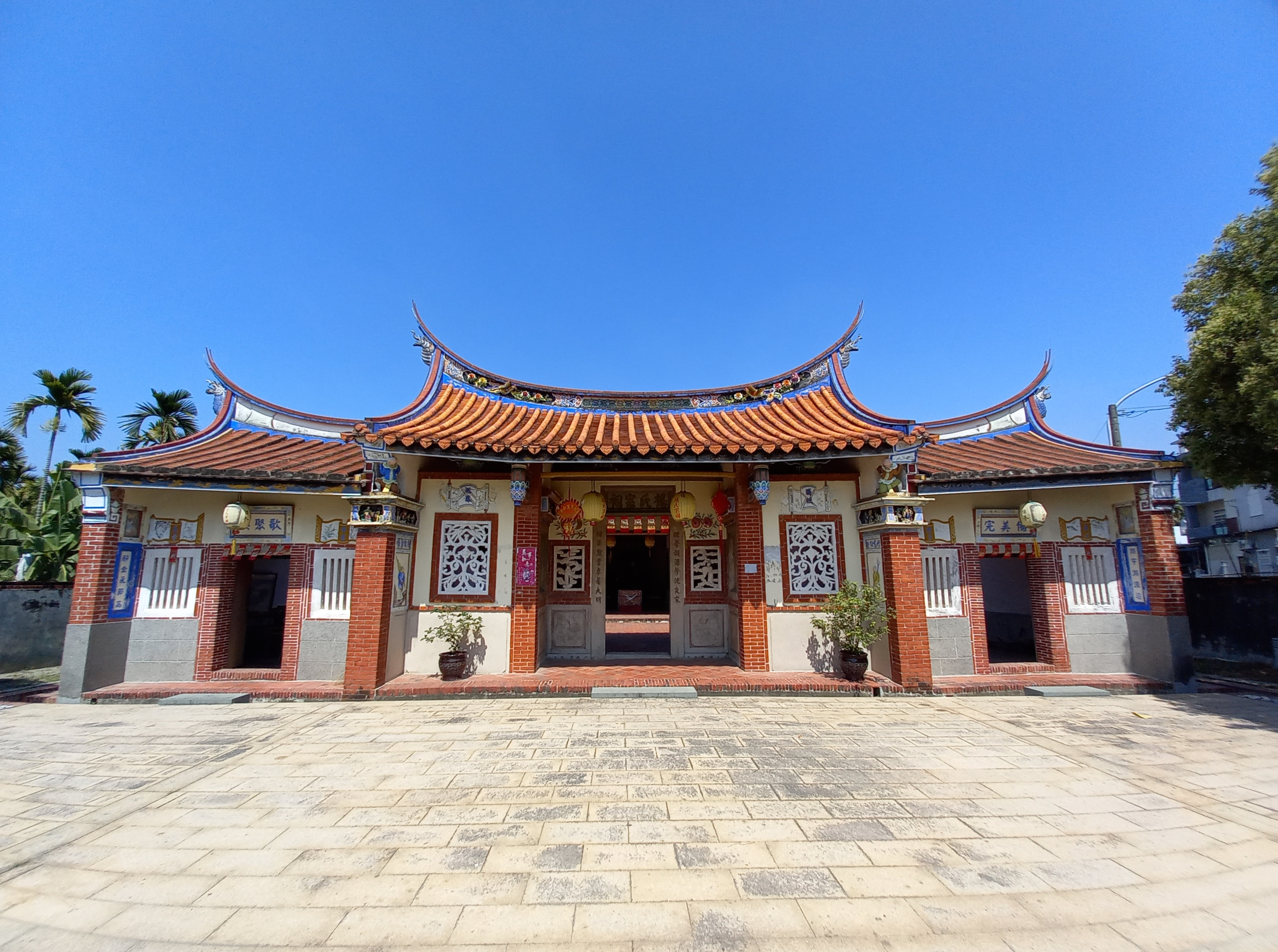
佳冬楊氏宗祠

1. 出自叔虞次子抒。周康王六年(约前1040年)封抒为杨侯，食采于杨国(今山西省洪洞县)，始以杨为姓。此为杨姓首次受姓。
2. 周宣王（ ～前782年）将儿子长父封于杨国，为杨侯，春秋时杨为晋所灭，其后裔以杨为姓。
3. 出自叔虞13世孙，晋武公次子伯侨。周襄王姬郑五年(公元前647年)，敕封伯侨于杨国为杨侯。之后晋再封杨地为伯侨四世孙叔向之食邑。至晋顷公十二年（前514年），因栾盈祸起，晋灭羊舌氏，杀叔向之子伯石(食我), 伯石之子道遁逃华山。遂居弘农华阴，以祖宗封地杨为姓，尊伯侨为杨姓一世祖。其后代开基各地，成为杨氏繁衍发展的主流，史称杨氏正宗。

### 大和族杨姓
日本的杨，读音是「やなぎ」，罗马字是Yanagi，为日本人的姓氏。例如杨 智森、杨 泷清。

### 朝鲜族杨姓
朝鲜姓氏一般都存在不同的本贯，本贯即祖籍，指本家族认定的祖先曾居住的地方。朝鲜族杨氏主要有南原杨氏、密阳杨氏、昔城杨氏、安岳杨氏、中和杨氏、清州杨氏、通川杨氏等。
- 南原杨氏（남원양씨）
  - 南原杨氏始祖为杨敬文。

### 非汉字文化圈
在拉丁字母系统的语言中，通常“Young”这个姓氏也会被翻译为杨，但是和汉语中的杨姓关系不大。

## 杨姓政权
- 周代杨国
- 仇池
- 隋朝
- 杨吴
- 耽罗国
- 果敢
- 越南陈朝杨日礼
- 交趾杨廷艺、杨三哥
- 卓尼土司
- 播州土司
- 大义宁
- 杜文秀政权（云南回变），杜文秀本姓杨

## 延伸阅读
[在维基数据编辑]
 《百家姓》
 《欽定古今圖書集成·明倫彙編·氏族典·楊姓部》，出自陈梦雷《古今圖書集成》